# Константинова, Станислава Андреевна
Станисла́ва Андре́евна Константи́нова (род. 14 июля 2000, Санкт-Петербург, Россия) — российская фигуристка, выступавшая в одиночном катании. Бронзовый призёр зимней Универсиады (2019), серебряный призёр этапа Гран-при в Финляндии (2018), медалистка турниров серии «Челленджер»: победительница Tallinn Trophy (2016, 2017) и Golden Spin (2017), серебряный призёр Warsaw Cup (2017), бронзовый призёр Мемориала Ондрея Непелы (2018), серебряный (2017) и бронзовый (2018) призёр Первенства России среди юниоров. Мастер спорта международного класса (2017).

## Семья
Станислава родилась 14 июля 2000 года в Санкт-Петербурге. Её мать занималась художественной гимнастикой и легкой атлетикой, а отец — карате. У Станиславы есть сестра Кристина, которая младше её на одиннадцать лет и тоже занимается фигурным катанием.

## Карьера
Начала заниматься фигурным катанием с 2006 года. Валентина Чеботарёва стала её тренером, когда ей было девять лет. Она дебютировала на международном уровне в ноябре 2012 года на Tallinn Trophy 2012, где завоевала золотую медаль среди юниоров. В сезоне 2015-16 она завоевала вторую золотую медаль на Tallinn Trophy 2015.

### Сезон 2016–2017
Осенью 2016 года дебютировала на юниорских этапах Гран-при. В Саранске выиграла серебряную медаль, в Дрездене заняла 4 место. В ноябре победила на турнире Претендентской серии ИСУ Кубок Таллина, а в декабре была шестой на Чемпионате России. На первенстве России по фигурному катанию среди юниоров, проходившем в начале февраля 2017 года в Санкт-Петербурге, заняла второе место и тем самым получила путёвку на чемпионат мира по фигурному катанию среди юниоров.

### Сезон 2017–2018
Новый олимпийский сезон начала в Беларуси на юниорском этапе Гран-при, где финишировала с бронзой. В середине ноября выступила в Варшаве на Кубке города, на котором финишировала второй. Через неделю в Таллине на городском Кубке финишировала победителем. В начале декабря приняла участие в Золотом коньке Загреба, которой ей удалось его выиграть и улучшить все свои прежние спортивные достижения. В конце декабря в Петербурге она приняла участие в национальном чемпионате. Станислава провалила короткую программу, но отыгралась в произвольной и финишировала рядом с пьедесталом. После этого она была включена запасной в состав российской сборной. На первенстве России среди юниоров выиграла бронзовую медаль. В начале марта в Софии на юниорском чемпионате мира финишировала рядом с пьедесталом.

### Сезон 2018–2019
Начала сезон на турнире серии «Челленджер» мемориал Ондрея Непелы в Братиславе (Словакия), где после короткой программы расположилась на 3 месте (65,03 баллов), в произвольной программе также расположилась на 3 месте (114,99 баллов), в итоге стала третьей с суммой баллов 180,02. В октябре приняла участие в турнире Finlandia Trophy в Эспоо (Финляндия), где после короткой программы расположилась на промежуточном 3 месте (65,39 баллов), в произвольной программе расположилась на 4 месте (121,74 баллов), в итоге заняла 4 место с суммой баллов 187,13.
В ноябре приняла участие в третьем этапе серии Гран-при в Хельсинки, где после короткой программы расположилась на промежуточном 4 месте (62,56 баллов), в произвольной программе расположилась на 3 месте (135,01 баллов), в итоге завоевала серебряную медаль с суммой баллов 197,57. На шестом этапе серии Гран-при по фигурному катанию Internationaux de France в Гренобле (Франция) заняла 5 место, набрав в сумме 189,67 балла, и таким образом не сумела попасть в Финал Гран-при (ISU Grand Prix Final).
С 19 по 23 декабря 2018 года в Саранске проходил Чемпионат России по фигурному катанию на коньках 2019, на котором Константинова, набрав по сумме двух программ 212,92 балла, заняла итоговое четвёртое место, при этом показав среди взрослых участниц лучший результат и таким образом отобралась в качестве первого номера сборной России для участия в Чемпионате Европы по фигурному катанию в Минске, Республика Беларусь. Также в результате решения тренерского совета Константинова была заявлена для участия в зимней Универсиаде 2019 в российском городе Красноярске.
На дебютном чемпионате Европы в Минске Константинова неудачно выступила в короткой программе, оказавшись на 11 месте, но в произвольной программе показала второй результат, что позволило ей по сумме двух программ занять итоговое 4 место.
9 марта 2019 года завоевала бронзовую медаль в женском одиночном катании на всемирной зимней Универсиаде в Красноярске.

### Сезон 2019–2020
Начала сезон на турнире мемориал Ондрея Непелы, в Братиславе, после короткой программы расположилась на 5 месте (58,19 баллов), в произвольной программе расположилась на 9 месте (104,06 баллов), в итоге заняла 7 место с суммой баллов 162,25.
В октябре приняла участие в первом этапе серии Гран-при в Лас-Вегасе, где после короткой программы расположилась на 11 месте (48,27 баллов), в произвольной программе расположилась на 12 месте (95,12 баллов), в итоге заняла 11 место с суммой баллов 143,39.
В ноябре приняла участие в пятом этапе серии Гран-при в Москве, где после короткой программы заняла 11 место (54,36 баллов), в произвольной программе также заняла 11 место (102,58 баллов), в итоге заняла 11 место с суммой баллов 156,94.
В декабре выступила на чемпионате города Санкт-Петербурга, где заняла итоговое 2 место с суммой баллов 197,59.
В конце декабря выступила на чемпионате России в Красноярске, где после короткой программы расположилась на промежуточном 9 месте (66,00 баллов), в произвольной программе расположилась на 15 месте (114,34 баллов), в итоге заняла 13 место с суммой баллов 180,34.

### Сезон 2020–2021
В октябре приняла участие во втором этапе серии Кубка России в Москве. По итогам короткой программы расположилась на промежуточном 5 месте (67,10 баллов), фигуристка стабильно откатала короткую программу, но заработанные ею баллы вызвали гул и свист трибун в адрес судей, зрители посчитали, что оценки были занижены и баллы должны быть выше. В произвольной программе заработала 129,73 баллов, что позволила ей занять по сумме двух программ итоговое 5 место с суммой баллов 196,83.
В ноябре выступила на четвёртом этапе серии Кубка России, который проходил в Казани, по сумме двух программ заняла итоговое 9 место с суммой баллов 177,79.
В конце декабря выступила на чемпионате России в Челябинске, где после короткой программы расположилась на промежуточном 13 месте (61,55 баллов), в произвольной программе расположилась на 17 месте (106,78 баллов), в итоге заняла 16 место с суммой баллов 168,33.
В конце марта выступила на Кубке ГБУ «Москвич» в  Москве, где заняла 1 место с суммой баллов 189,75.

### Сезон 2021–2022
Станислава Константинова планировала выступить на двух этапах серии Кубка России, однако в результате перенесенного коронавируса, потом травм, фигуристка вынуждена была сезон пропустить.
29 июля 2022 года появилась информация, что Станислава Константинова завершила карьеру, но сама фигуристка заявила, что карьеру временно приостановила и пропустит новый сезон.
20 января 2023 года объявила о завершении спортивной карьеры.

## Программы
| Сезон     | Короткая программа                                                                                 | Произвольная программа | Показательные номера                                     |
| --------- | -------------------------------------------------------------------------------------------------- | --- | -------------------------------------------------------- |
| 2020–2021 | - «Seven Nation Army» в исполнении Postmodern Jukebox feat. Haley Reinhart хореограф Мартин Дажене | - «My Love» Kovacs - «Santa Maria» Gotan Project - «The Devil You Know» Kovacs хореограф-постановщик Мартин Дажене |                                                          |
| 2019–2020 | - «February» Леонид Левашкевич хореограф-постановщик Ольга Зотова                                  | - «Ascension/Nature Boy» в исполнении Юэн Макгрегор - «One Day I'll Fly Away» в исполнении Николь Кидман и Юэн Макгрегор - «El Tango de Roxanne» в исполнении Хосе Фелисиано, Юэн Макгрегор, Джек Коман (из фильма Мулен Руж!) хореограф-постановщик Ольга Клюшниченко |                                                          |
| 2018-2019 | - «Malagueña» Эрнесто Лекуона                                                                      | - «Анна Каренина»: - «Unavoidable» - «She Is of the Heavens» - «Curtain» - «Anna's Last Train» Дарио Марианелли хореограф-постановщик Ольга Клюшниченко | - «Billie Jean» Майкл Джексон - «Someone Like You» Адель |
| 2017-2018 | - «Corazón Espinado» Tania Blanco - «I Like It» The Blackout All-Stars                             | - «Анна Каренина»: - «Unavoidable» - «She Is of the Heavens» - «Curtain» - «Anna's Last Train» Дарио Марианелли хореограф-постановщик Ольга Клюшниченко | - «You Don't Love Me» в исполнении Каро Эмеральд         |
| 2016–2017 | - «Чёрный лебедь» Пётр Чайковский                                                                  | - «Alegría» (музыка из шоу «Alegria» Цирка дю Солей) |                                                          |
| 2015–2016 | - «Спящая красавица» Пётр Чайковский                                                               | - «Alegría» (музыка из шоу «Alegria» Цирка дю Солей) |                                                          |
| 2014–2015 | - «Спящая красавица» Пётр Чайковский                                                               | - «Болт» Дмитрий Шостакович |                                                          |
| 2013–2014 | - «Jeeves and Wooster» Энн Дадли                                                                   | - «Болт» Дмитрий Шостакович |                                                          |

## Спортивные достижения

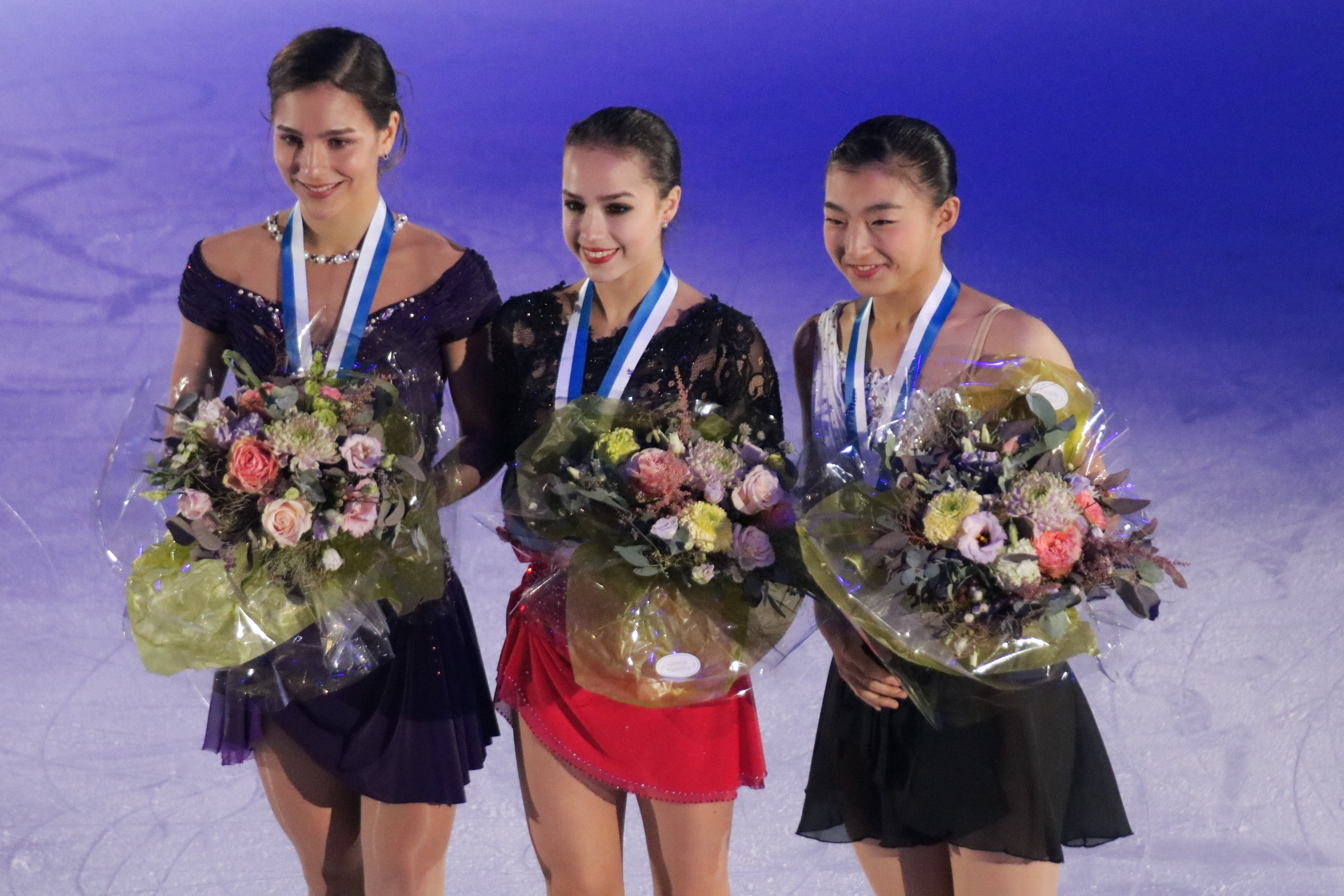
Призёры Гран-при Хельсинки 2018 (слева направо): Станислава Константинова (серебро), Алина Загитова (золото), Каори Сакамото (бронза)

| Турнир                                   | 2014/15       | 2015/16       | 2016/17       | 2017/18       | 2018/19       | 2019/20       | 2020/21       |
| Международные                            | Международные | Международные | Международные | Международные | Международные | Международные | Международные |
| ---------------------------------------- | ------------- | ------------- | ------------- | ------------- | ------------- | ------------- | ------------- |
| Чемпионаты мира                          |               |               |               | 19            |               |               |               |
| Чемпионаты Европы                        |               |               |               |               | 4             |               |               |
| Этапы Гран-при: Internationaux de France |               |               |               |               | 5             |               |               |
| Этапы Гран-при. Skate America            |               |               |               |               |               | 11            |               |
| Этапы Гран-при. Helsinki                 |               |               |               |               | 2             |               |               |
| Этапы Гран-при. Rostelecom Cup           |               |               |               |               |               | 11            |               |
| Челленджеры. Finlandia Trophy            |               |               |               |               | 4             |               |               |
| Челленджеры. Мемориал Ондрея Непелы      |               |               |               |               | 3             | 7             |               |
| Челленджеры. Золотой конёк Загреба       |               |               |               | 1             |               |               |               |
| Челленджеры. Кубок Таллина               |               |               | 1             | 1             |               |               |               |
| Челленджеры. Warsaw Cup                  |               |               |               | 2             |               |               |               |
| Зимние Универсиады                       |               |               |               |               | 3             |               |               |
| Российско-китайские молодёжные игры      |               |               | 3             |               |               |               |               |
| Международные среди юниоров              |               |               |               |               |               |               |               |
| Чемпионаты мира среди юниоров            |               |               | 6             | 4             |               |               |               |
| Этапы юниорского Гран-при: Германия      |               |               | 4             |               |               |               |               |
| Этапы юниорского Гран-при: Россия        |               |               | 2             |               |               |               |               |
| Этапы юниорского Гран-при: Беларусь      |               |               |               | 3             |               |               |               |
| Leo Scheu Memorial                       |               | 1             |               |               |               |               |               |
| Кубок Таллина                            | 2             | 1             |               |               |               |               |               |
| Национальные                             |               |               |               |               |               |               |               |
| Чемпионат России                         |               |               | 6             | 4             | 4             | 13            | 16            |
| Первенство России среди юниоров          | 17            | 8             | 2             | 3             |               |               |               |
| Финал Кубка России                       | 5 юн.         | 1 юн.         | WD            |               | 4             |               |               |
| Этапы Кубка России. I этап               |               | 3 юн.         |               |               |               |               |               |
| Этапы Кубка России. II этап              |               | 4 юн.         |               | 1             |               |               | 5             |
| Этапы Кубка России. III этап             | 3 юн.         |               | 2             | 3             |               |               |               |
| Этапы Кубка России. IV этап              | 3 юн.         |               | 2             |               |               |               | 9             |
| WD = снялась с соревнований              |               |               |               |               |               |               |               |